# Gut Ralow

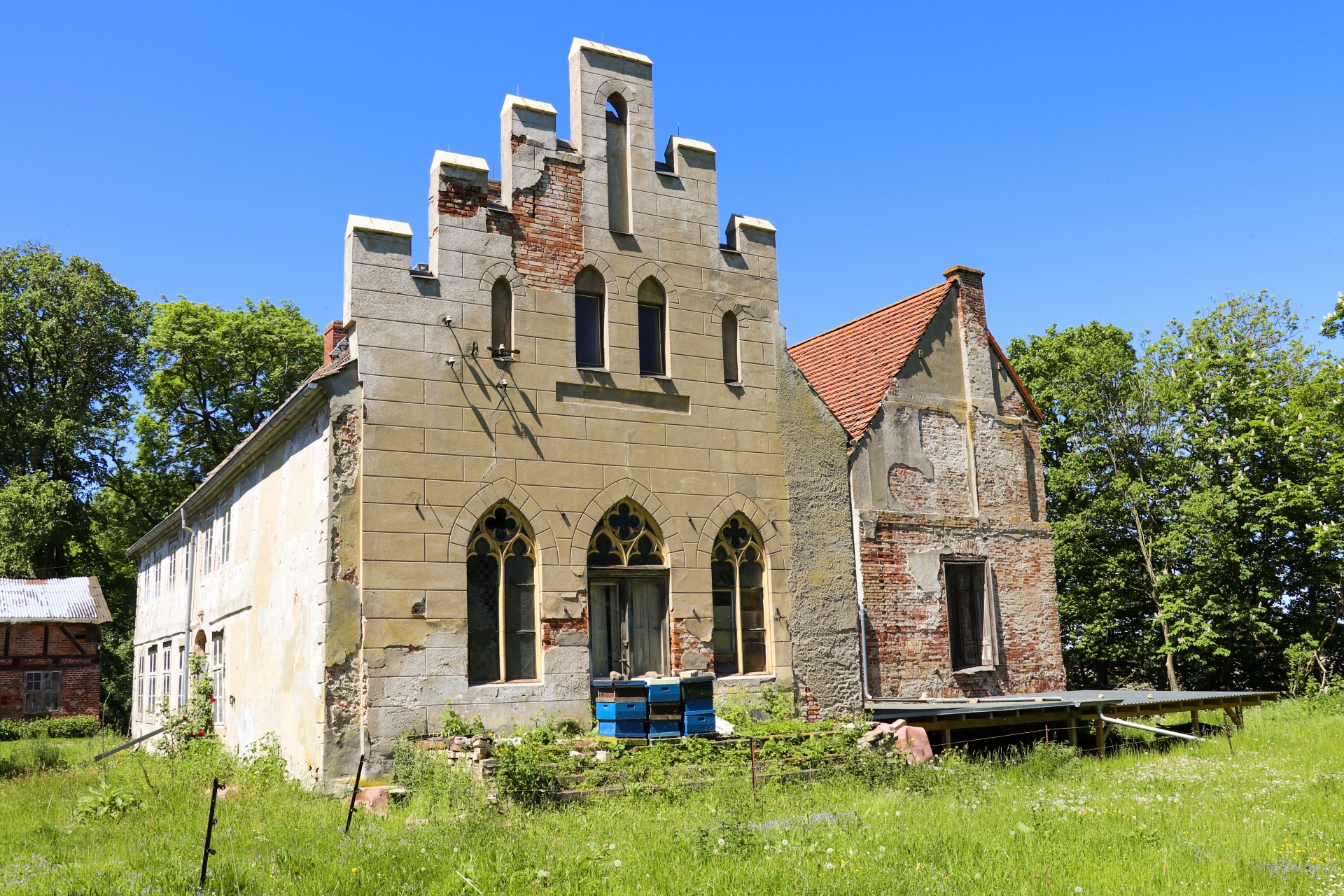
Ralow Südostansicht (2017)

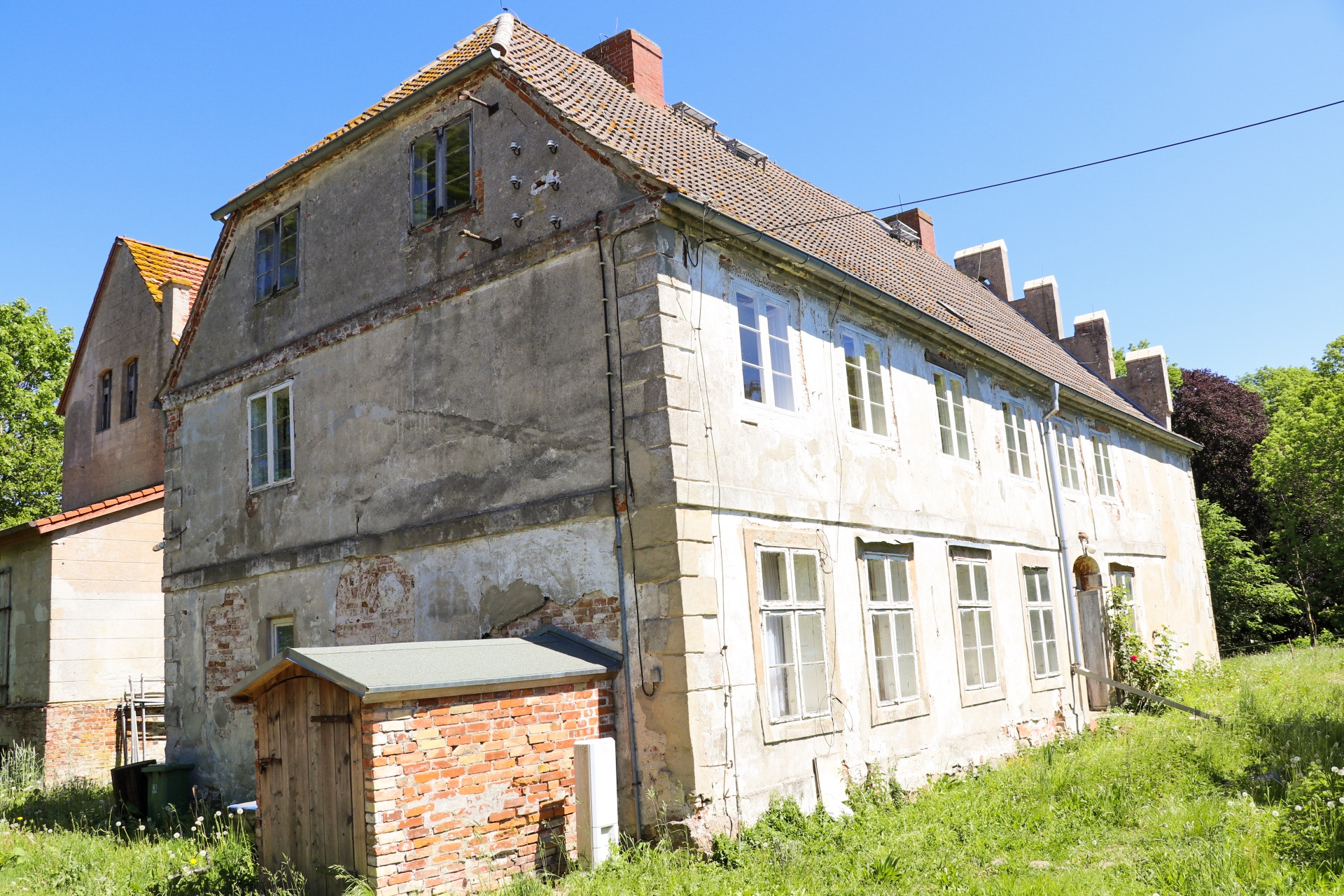
Ralow Südwestansicht (2017)

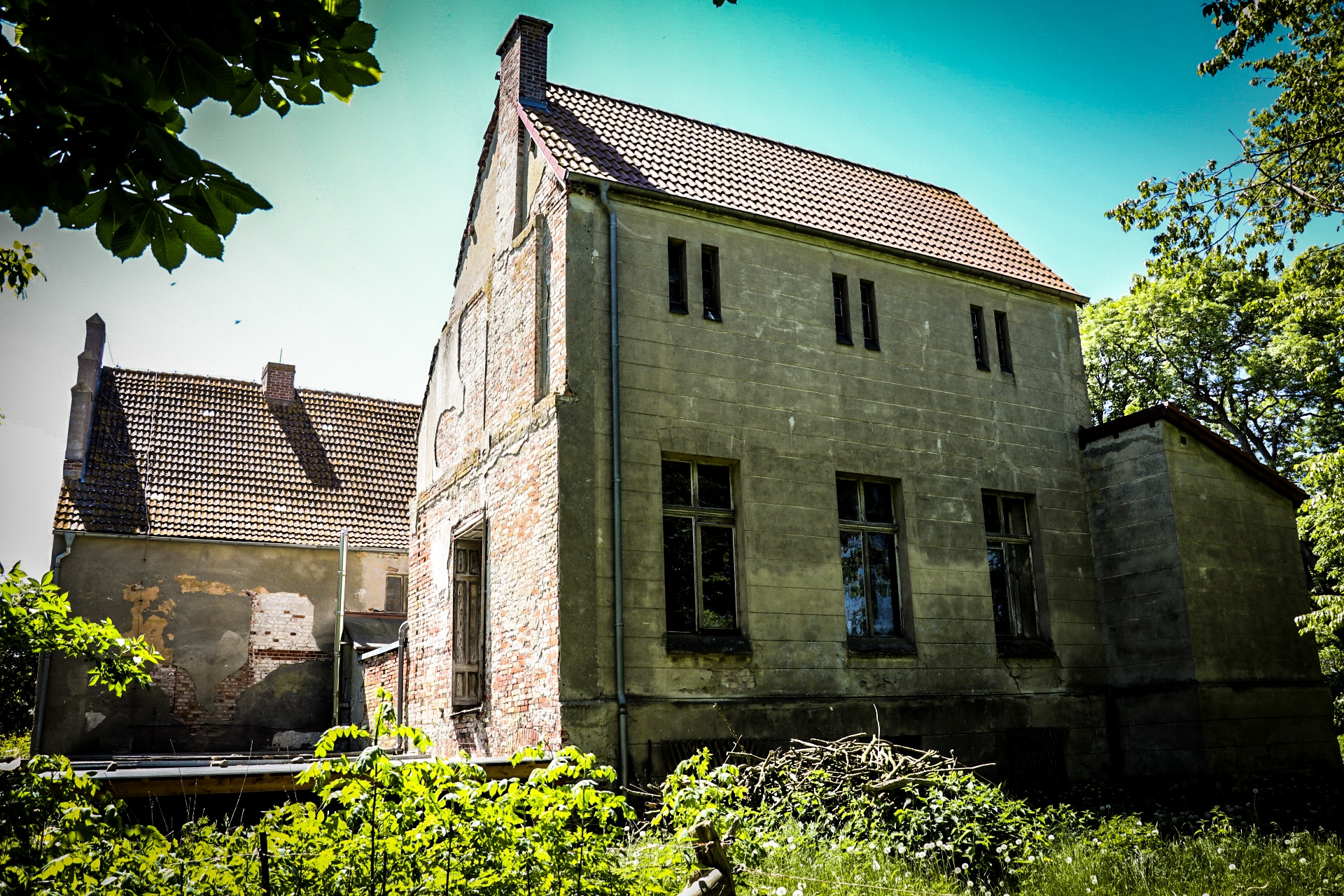
Ralow Nordansicht (2017)

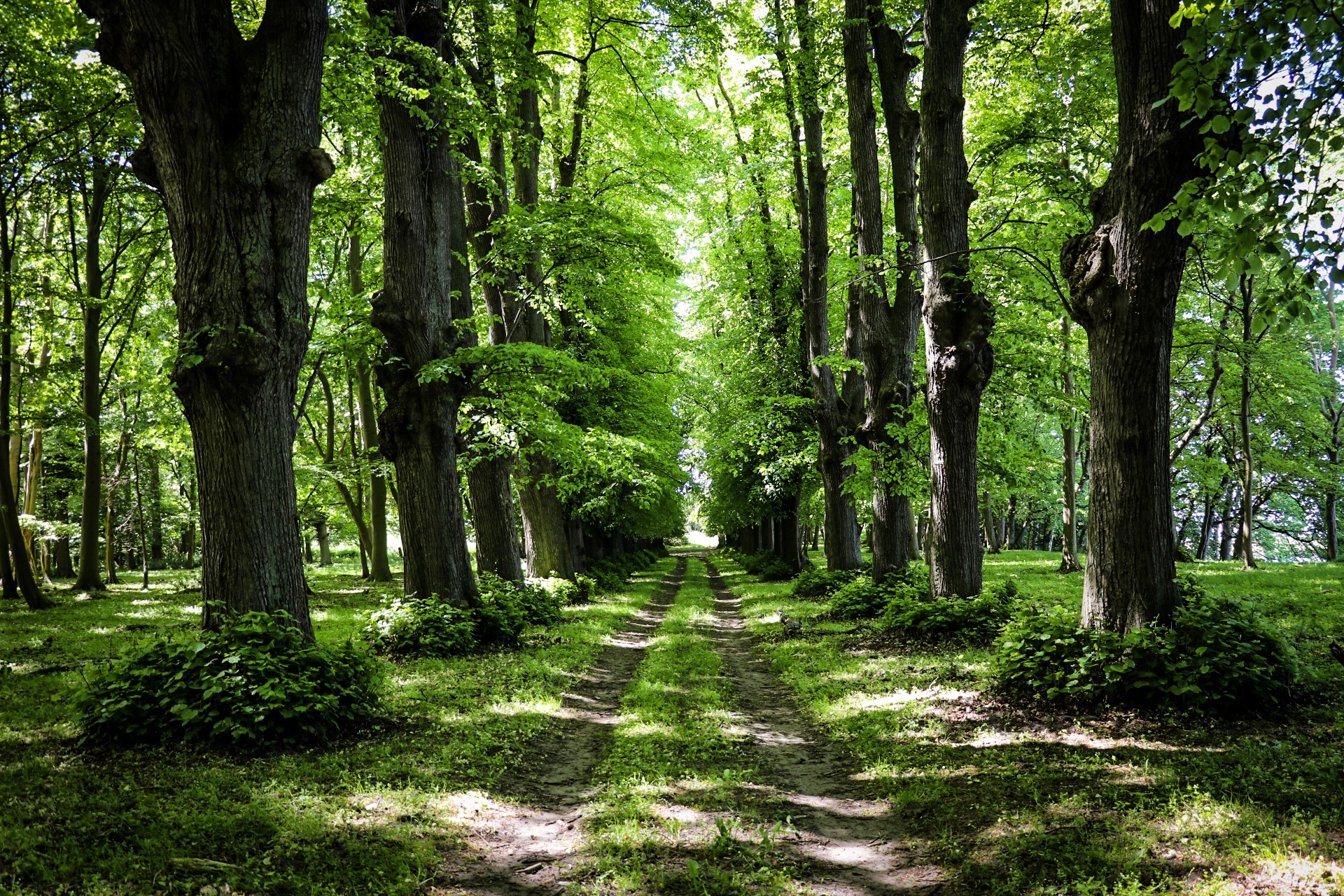
Parkanlage Ralow (2017)

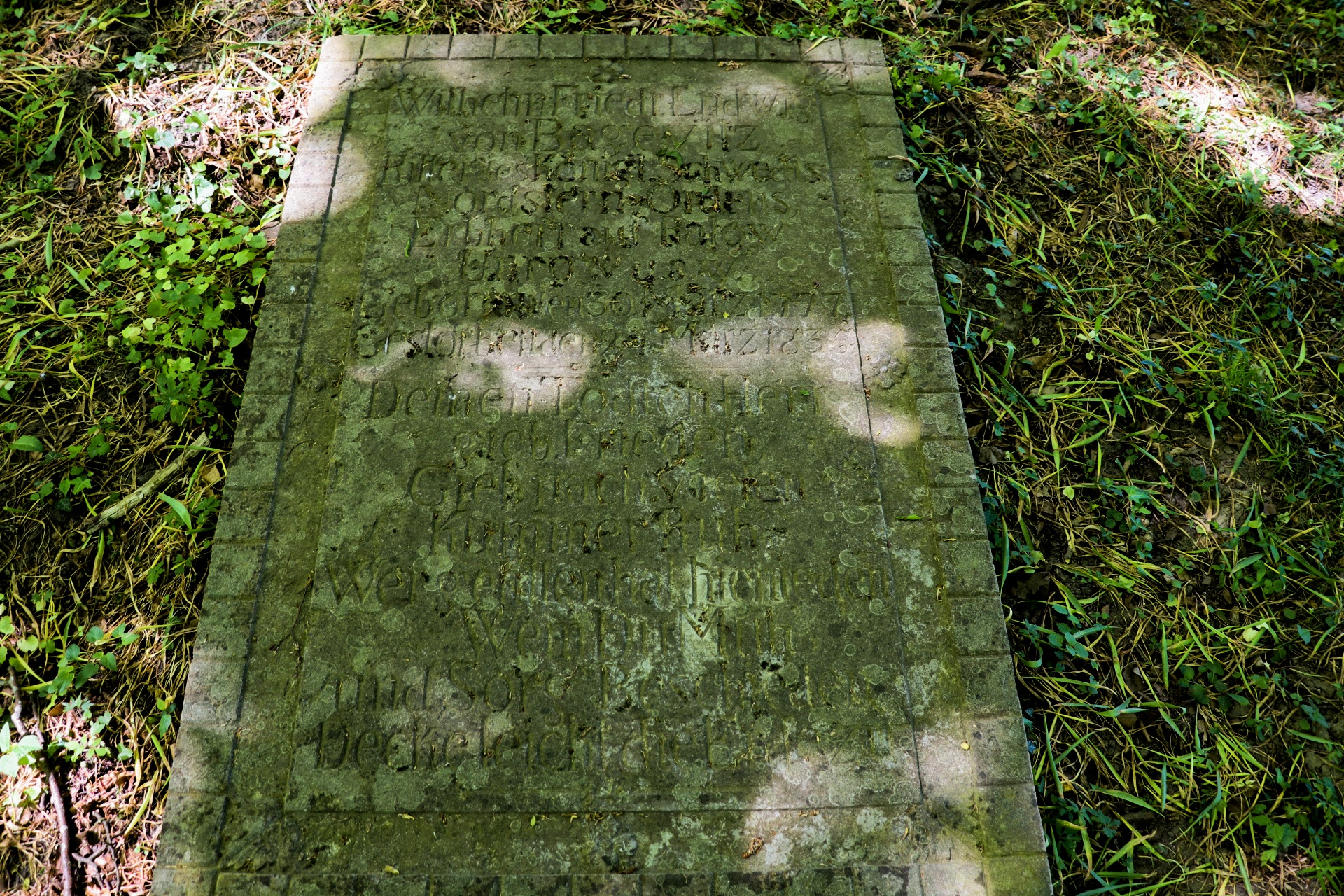
Grabanlage von Wilhelm Friedrich Ludwig von Bagevitz in der Parkanlage Ralow (2017)

Die Gutsanlage Ralow ist ein landwirtschaftlicher Betrieb in Ralow, Gemeinde Dreschvitz, Landkreis Vorpommern-Rügen. Herrenhaus und Park stehen unter Denkmalschutz.

## Geschichte
In der Sage wurde vom Ort Ralow als Schlupfwinkel von Klaus Störtebeker am Ende des 14. Jahrhunderts berichtet.
Die ersten urkundlichen Nachweise einer fürstlichen Burg Ralow stammen aus der Zeit des Rügenfürsten Wizlaw III. (1265–1325). Von dieser Burg wurden bislang keine gesicherten Spuren gefunden.
 
In jüngeren Schriftquellen wurden in Ralow nur von Bauern und Kossaten bewirtschaftete Hofstellen erwähnt.
Vom 13. bis in das 16. Jahrhundert war das Gut im Landeseigentum, danach bei den Familien von Segebaden (2. Hälfte des 16. Jahrhunderts) und von Hardt. Gustav Friedrich von Bagewitz aus der Rügener Familie von Bagewitz erwarb das Gut 1737 (andere Quellen 1746). Die Familie besaß es bis 1872 und hinterließ nachhaltige Spuren. In deren Zeit wurde 1707 das bestehende Herrenhaus erbaut und der Park angelegt. Ein umfassender Umbau des Anwesens im Stil der historistischen Burgenarchitektur – vermutlich nach ersten eigenen Entwürfen – erfolgte um 1880 nach Plänen von Wilhelm von Mörner, geb. Neumann (Berlin).
Danach erwarb die Familie von Esbeck-Platen das Gut und ließ es durch Pächter bis zum Konkurs von 1935 bewirtschaften. Im südlichen Bereich der Gemarkung wurden danach vier bäuerliche Siedlungsstellen eingerichtet. Das Gutshaus und das übrige Land kaufte der Franzburger Zahnarzt Otto Salomon, der hier trotz seiner jüdischen Religionszugehörigkeit die Zeit des Nationalsozialismus überlebte.
Nach dem Zweiten Weltkrieg wurde die Gutsanlage zeitweilig von sowjetischem Militärpersonal belegt. Es erfolgten Teilabbrüche der historistischen Bausubstanz, die die ehemalige Struktur des Gutes stark verunklärten. Das Gut blieb weiterhin in Privatbesitz und wurde landwirtschaftlich genutzt. Das Herrenhaus und der Park waren bereits in der Denkmalliste der DDR als Einzeldenkmale verzeichnet. In der Denkmalliste des Landkreises Vorpommern-Rügen wird Ralow seit 1997 geführt.

## Gebäude
Bei dem Gutshaus handelt es sich um einen zweigeschossigen, verputzten Backsteinbau in schlichter, provinzieller Formensprache. Das in der Mitte der Südseite liegende Portal ist mit Putzpfeilern gefasst und schließt mit einem profilierten Schlussstein über einem Korbbogen ab. Die vier Fensterachsen in der westlichen Haushälfte bewahren den ursprünglichen Charakter des 18. Jahrhunderts. Das östliche Drittel des barocken Kernbaus wurde dagegen im 19. Jahrhundert unter Wilhelm von Mörner im Stil der Neugotik verändert. Über ein im gotischen Stil gestaltetes Portal gelangt man von der Parkseite her in eine geräumige Kaminhalle. Über dem Kamin verweist das Wappen des Adelsgeschlechtes von Mörner auf den damaligen Hausherrn. Auf den in blauer Farbe gefassten Wänden zeugen Schriftzüge mit militärischen Parolen in russischer Sprache von der sowjetischen Besatzungszeit.
Hinter einem schmalen Hofplatz befindet sich der Rest eines weiteren unter Wilhelm von Mörner im 19. Jahrhundert errichteten Erweiterungsgebäudes. Da der ursprüngliche Eingang nach 1945 abgebrochen wurde, erfolgt der Zugang jetzt über eine Behelfstreppe von der Westseite. Der Vorraum ist als bizarre Grotte mit Tuffsteingebilden dekoriert. Durch eine Schiebetüre gelangt man in einen Festsaal mit hölzerner Wandtäfelung, reicher, aufwändig gestalteter Stuckdecke und hohen vierteiligen Kastenfenstern. Nach Osten und Süden sind zweiflügelige Holztüren angeordnet, die wegen des Abbruchs der restlichen Gebäudeteile allerdings im Nichts enden. Der Festsaal wird zurzeit als Getreidelager genutzt.

## Park
Der sich nordöstlich der Gebäude anschließende Park wurde im 18. Jahrhundert als Landschaftspark entlang der Bucht Landower Wedde angelegt. Das 300 m lange und 100 m breite Areal teilt eine Lindenallee, die sich am nordöstlichen Ende spindelförmig um einen kreisrunden Teich erweitert. Bei einer 1986/87 durchgeführten Parkinventur wurde eine Hängeesche (fraxinus excelsior pendula) als botanische Besonderheit hervorgehoben. Im Park befindet sich die Grabanlage von Wilhelm Friedrich Ludwig von Bagevitz (1777–1835).

## Wirtschaftsgebäude
Von den ehemals fünf großen Ställen und Scheunen, die um den geräumigen Wirtschaftshof lagen, ist lediglich das nordwestliche Gebäude erhalten geblieben. Bei dem massiv gemauerten Erdgeschoss weisen große Fensterfelder und Tore auf eine Nutzung als Werkstatt und Wagenremise hin. Das Obergeschoss ist in Fachwerktechnik ausgeführt.

## Burgwall und Schanzen
Der in Quellen des 18. Jahrhunderts erwähnte slawische Burgwall ist archäologisch nicht nachgewiesen. Die Lage ist unbekannt. Auch die drei in der schwedischen Matrikelkarte verzeichneten Redouten an der Küste westlich der Gutsanlage konnten im Gelände bislang nicht lokalisiert werden.

## Sagen
In der Sammlung rügenscher Sagen von Alfred Haas sind die Sagen Der Blindblüser, Begegnung mit dem wilden Jäger und Andere Schlupfwinkel Störtebekers auf Rügen mit Ralow verknüpft. Die Sage von Störtebeker und den Ralunken auf Ralow wurde vielfach aufgegriffen, verfremdet und dichterisch ausgeschmückt. Der Dichter Ludwig Gotthard Kosegarten verewigte Ralow in seinen Gesängen.